# Kasárna Archibalda Reisse
Kasárna Archibalda Reisse (srbsky Касарна Арчибалда Рајса/Kasarna Arčibalda Rajsa) je bývalá budova rakousko-uherských kasáren, která se nachází v srbském městě Novi Sad. Od roku 2019 se jedná o kulturní památku. Její adresa je Futoška 54.
Její areál se rozkládá u rohu ulic Futoška a Branislava Nušića. Hlavní budova s nápadnou historizující fasádou, orientovaná do Futožské ulice, je zakryta stromořadím, které ji od ulice odděluje.

## Historie
Kasárna byla vybudována na louce, která původně patřila grófovi z města Futog, a kterou odkoupil tehdejší Rakousko-uherský stát. Stavební práce byly zahájeny v roce 1894. Po dokončení zde byly umístěny jednotky honvédů. Po roce 1918 připadla jugoslávské armádě a byla přejmenována na počest krále Alexandra. Po druhé světové válce byla přejmenována po Josipu Brozu Titovi, později nesla název podle Archibalda Reisse. Na přelomu 20. a 21. století ji přestala armáda využívat.
Město Novi Sad se pokoušelo ji přebudovat v umělecké nebo společenské centrum, jednání s vlastníkem však byla tehdy neúspěšná. Existoval také záměr ji předat Univerzitě v Novém sadu. Tento plán se začal realizovat v závěru druhé dekády 21. století. Z kasárny vznikne vysokoškolský areál s názvem Kampus Visarioneum.